# Hrušky zastávka
Hrušky zastávka je železniční zastávka, která se nachází v jihovýchodní části obce Hrušky v okrese Břeclav. Stanice leží v km 91,279 elektrizované dvoukolejné železniční trati Přerov–Břeclav mezi stanicí Moravská Nová Ves a výhybnou Hrušky.

## Historie
1. května 1841 byla zprovozněna Severní dráha císaře Ferdinanda, která prochází obcí Hrušky, ale v místě nebylo zřízeno žádné nádraží. Až 6. března 1911 byla dána do provozu stanice Hrušky, ta však byla od zástavby stejnojmenné vesnice značeně vzdálena. Důvodem pro zřízení stanice asi 2 km od zástavby obce byl zájem majitele břeclavského cukrovaru p. Kuffnera, kterému vyhovovala tato poloha pro překládku cukrové řepy. Zastávka s názvem Hrušky zastávka přímo v obci byla zřízena až v roce 1926. V letech 1939–1945 se používal německo–český název Birnbaum (Mähren) Haltestelle / Hrušky zastávka.
V období od února 1999 do listopadu 2000 probíhala modernizace trati mezi Břeclaví a Hodonínem se zavedením traťové rychlosti 160 km/h. Modernizována byla rovněž zastávka, naopak sousední stanice Hrušky přestala od začátku jízdního řádu 1999/2000 sloužit cestujícím.
V červnu 2021 byla trať i zastávka značně poničena během tornáda, které postihlo oblast kolem Hrušek. Pro obnovení provozu bylo nutné opravit trakční vedení a železniční svršek. Přímo v zastávce došlo také ke statickému narušení budovy již nepoužívané výdejny jízdenek, která musela být zbourána.

## Popis zastávky
V zastávce jsou u obou traťových kolejí vybudována vnější jednostranná nástupiště. Nástupiště označené „směr Přerov“ je u 1. traťové koleje, „směr Břeclav“ u 2. traťové koleje. Obě nástupiště mají délku 170 m a výšku nástupní hrany 550 mm nad temenem kolejnice. Přístup na nástupiště je po schodech z místní komunikace.
Cestující jsou informováni o jízdách vlaků pomocí akustických hlášení systémem INISS nebo mluveného slova. Rozhlas se obsluhuje z CDP Přerov, pracoviště pohotovostního výpravčího v Břeclavi, případně výpravčím z Moravské Nové Vsi.